# 민병렬

2012년 개천절에 열린 수요시위에 참석한 민병렬(가운데 남성)

민병렬(閔丙烈, 1961년 7월 30일 ~ )은 민주노동당 부산시당 위원장, 통합진보당 대표직무대행을 지낸 정치인이다.
1989년 서울대학교 사회학과 졸업 후 부산으로 내려와 민주주의민족통일부산연합 의장, 민족자주민중생존권쟁취 부산민중연대 공동대표, 백양산 동천사랑 시민모임 대표 등 여러 시민 운동을 펼쳐 왔다. 1997년부터 국민승리21 권영길 대통령 후보 부산선대본 기획위원장을 맡으며 정치 활동을 시작했다. 1999년 민주노동당 창당 발기인으로 참여했으며 민주노동당 부산시당 부위원장을 거쳐 2009년부터는 부산시당 위원장을 맡고 있다.

## 약력
- 1989년 : 서울대학교 사회학과 졸업
- 1996년 : 우리땅 하야리아 되찾기 시민대책위 집행위원장
- 2000년 : 민주주의 민족통일 부산연합 공동의장
- 2001년 : 6.15공동선언 실현 부산통일연대 집행위원장
- 2002년 : 민족자주 민중생존권 쟁취 부산민중연대 공동대표
- 2004년 : 하야리아 부지 시민공원조성 범시민운동본부 운영위원, 민주노동당 부산시당 부위원장
- 2009년 : 민주노동당 부산시당 위원장
- 2012년 : 통합진보당 비상대책위원

## 학생활동
- 1979년 박정희 정권 몰락과 대입시험
- 1980년 서울 종로학원에서 재수 생활
- 1981년 서울대 사회과학계열 입학
- 1982년 서울대 사회학과 학회장
- 1983년 반독재 민주화시위로 구속
- 1984년 서울대 민중생존권 지원투쟁위원회 위원장
- 1985년 서울대 민주화추진위 사건(일명 깃발사건)으로 구속
- 1989년 두 번의 제적으로 10년 만에 졸업

## 사회활동
- 1988년 사상공단 성진기계 입사/사상공단 삼원포장기계 입사(용접공)
- 1990년 부산 노동단체협의회에서 노동자 상담, 교육 활동
- 1992년 사상공단 부영철강 입사/신평공단 한국주철관 입사
- 1995년 민주주의 민족통일 부산연합 상근활동가/5.18학살자 전원처벌 특별법 제정을 위한 시민대책위 운영위원
- 1996년 날치기개악 노동법, 안기부법 원천무효 범시민대책위 집행위원/우리땅 하야리아 되찾기 시민대책위 집행위원장/미문화원 반환 범시민추진위 집행위원장
- 1997년 겨레사랑 북녘동포돕기 부산운동본부 집행위원장/국민승리 21 권영길 대통령후보 부산선대본 기획위원장
- 1998년 국민기본권보장과 국가보안법 철폐, 양심수석방대책위 집행위원/IMF부산시민대책위원회 집행위원
- 1999년 미국점유 부산땅 되찾기 범시민대책위 집행위원장/미문화원 반환(4.30), 미 유솜부지 반환(12.15) 기념식 준비위원/민주노동당 창당 발기인
- 2000년 민주주의 민족통일 부산연합 공동의장/비전향장기수 송환 부산추진위 추진위원/한국전쟁 전후 민간인학살 부산유족회 운영위원/6.15공동선언 경축 부산지역 통일대축전 추진위 집행위원장
- 2001년 6.15공동선언 실현 부산통일연대 집행위원장
- 2002년 민족자주 민중생존권 쟁취 부산민중연대 공동대표/지방선거 민주노동당 남구 선거대책본부 본부장/민주노동당 권영길 대통령후보 부산 공동선대본 공동본부장/6.15민족통일대축전(금강산) 부산대표단/부산아시안게임 통일응원단 '아리랑' 집행위원장
- 2003년 8.15민족통일대축전(평양) 부산대표단
- 2004년 개화초등학교 학교운영위원/민주노동당 중앙당 대의원/민주노동당 부산진(을) 선대본 본부장/민주노동당 부산시당 부위원장/하야리야 부지 시민공원조성 범시민운동본부 운영위원/우리겨레하나되기 부산운동본부 운영위원
- 2005년 민주노동당 부산진구위원회 공동위원장/부산진구 학교급식지원 조례제정 운동본부 본부장/백양산 동천사랑 시민모임 대표/개화초등학교 학교운영위원장/동부교육청 2지구 학교 운영위원장 협의회 회장/북녘 항생제공장 건립추진위원회 추진위원/개금현대아파트 입주자대표회의 감사/6.15선언실천 남측위원회 부산본부 자문위원
- 2006년 지방선거 민주노동당 부산진구청장 후보
- 2007년 민주노동당 부산진구 위원회 위원장
- 2008년 민주노동당 부산시당 위원장 직무대행/민주노동당 부산진구 위원회 위원장/민주노동당 제 18대 국회의원 선거 부산진구(을) 후보
- 2009년 민주노동당 부산시당 위원장
- 2012년 19대 부산 영도 후보(야권단일후보 37%, 3,000표 차이로 낙선) /통합진보당 비상대책위원 / 통합진보당 비대위원장 / 통합진보당 최고위원 / 통합진보당 대변인 / 통합진보당 대선 경선 후보
- 2013년 통합진보당 최고위원 / 4.24 재선거 통합진보당 부산 영도 후보

## 역대 선거 결과
|  | 12.41% |

|  | 6.15% |

|  | 37.64% |

|  | 11.95% |

## 참고 자료
- 민병렬 블로그
- 민병렬 팬카페
- 민병렬 페이스북